# TO Music strage
TO Music strage（トゥー・ミュージック・ストレージ）は、HBCラジオで放送されていたラジオ番組。

## 概要
HBCラジオの音楽番組を率いてきた中野智樹が「DJトム」名義で「音楽の保存場所」をコンセプトとして新旧問わず今にぴったりな楽曲を保存していく音楽番組。リクエストを中心にテーマ特集やアーティストメッセージなども紹介する。

## 放送時間
本放送
- 日曜 20:00 - 20:30（2021年10月[1] - 2022年4月）
- 金曜 22:30 - 23:00（2022年4月 - 2023年3月）
- 金曜 23:30 - 24:00（2023年4月 - 2024年9月）

再放送
- 日曜 4:30 - 5:00（2022年4月 - 2022年9月・2023年4月 - 2024年9月）

## 出演者
- DJトム（中野智樹）

## 主な企画
My storage song
リスナーから寄せられた大切な1曲のリクエストをエピソードとともに募集・紹介する。
夜うた
金曜の夜にしっとりと聞きたい楽曲のリクエストを募集する。
あすウタ
明日への活力がみなぎるような自分を励ます楽曲のリクエストを募集する。
My strange song
個人的に不思議に感じる曲、奇妙すぎる曲など奇妙に感じる楽曲のリクエストを募集する。